# Tiro com arco nos Jogos Sul-Americanos de 2022
As competições de tiro com arco nos Jogos Sul-Americanos de 2022 em Assunção, Paraguai, foram realizadas entre 2 e 5 de outubro de 2022 no Centro Nacional de Tiro con Arco.
Um total de 10 eventos foram disputados (quatro masculinos, quatro femininos e dois mistos). Um total de 12 equipes de CONs inscritos em uma ou ambas as competições. Os medalhistas de ouro em cada evento individual qualificaram uma vaga para as competições de tiro com arco dos Jogos Pan-Americanos de 2023.

## Resumo de medalhas

### Quadro de medalhas
*   país anfitrião (PAR Paraguai)
| Pos.               | País               | Ouro | Prata | Bronze | Total |
| ------------------ | ------------------ | ---- | ----- | ------ | ----- |
| 1                  | COL Colômbia       | 6    | 4     | 2      | 12    |
| 2                  | BRA Brasil         | 3    | 6     | 1      | 10    |
| 3                  | ARG Argentina      | 1    | 0     | 0      | 1     |
| 4                  | CHI Chile          | 0    | 0     | 5      | 5     |
| 5                  | ECU Equador        | 0    | 0     | 1      | 1     |
| 5                  | VEN Venezuela      | 0    | 0     | 1      | 1     |
| Total (6 entradas) | Total (6 entradas) | 10   | 10    | 10     | 30    |

### Medalhistas

#### Masculino
| Evento              | Ouro                                                           | Prata                                                          | Bronze                                                    |
| ------------------- | -------------------------------------------------------------- | -------------------------------------------------------------- | --------------------------------------------------------- |
| Individual recurvo  | Jorge Enríquez COL Colômbia                                    | Marcus Vinicius D'Almeida BRA Brasil                           | Andrés Pila COL Colômbia                                  |
| Individual composto | Ivan Nikolajuk ARG Argentina                                   | Roberval dos Santos BRA Brasil                                 | Alejandro Martín CHI Chile                                |
| Equipes recurvo     | Marcus Vinicius D'Almeida Matheus Gomes Matheus Ely BRA Brasil | Andrés Pila Daniel Pineda Jorge Enríquez COL Colômbia          | Kevin Perez Luis Vivas Victor Palacio VEN Venezuela       |
| Team Compound       | Pablo Gomez Daniel Muñoz Jagdeep Singh COL Colômbia            | Luccas De Abreu Roberval dos Santos Rafael Kawakani BRA Brasil | Agustín Infante Alejandro Martín Fabian Seymour CHI Chile |

#### Feminino
| Evento              | Ouro                                                                   | Prata                                                      | Bronze                                                        |
| ------------------- | ---------------------------------------------------------------------- | ---------------------------------------------------------- | ------------------------------------------------------------- |
| Individual recurve  | Ane Marcelle dos Santos BRA Brasil                                     | Valentina Contreras COL Colômbia                           | Ana Luiza Caetano BRA Brasil                                  |
| Individual Compound | Sara López COL Colômbia                                                | María Suárez COL Colômbia                                  | Alejandra Usquiano COL Colômbia                               |
| Team recurve        | Ana Clara Machado Ana Luiza Caetano Ane Marcelle dos Santos BRA Brasil | Ana Rendón Mariana Ospina Valentina Contreras COL Colômbia | Gabriela Anabalón Gabriella Abalde Javiera Andrades CHI Chile |
| Team Compound       | Alejandra Usquiano María Suárez Sara López COL Colômbia                | Alexandra Silva Eiry Nisi Larissa Oliveira BRA Brasil      | Blanca Rodrigo Dana Navarrete Mia Navarrete ECU Equador       |

#### Misto
| Evento        | Ouro                                   | Prata                                                        | Bronze                                    |
| ------------- | -------------------------------------- | ------------------------------------------------------------ | ----------------------------------------- |
| Team recurve  | Jorge Enríquez Ana Rendón COL Colômbia | Marcus Vinicius D'Almeida Ane Marcelle dos Santos BRA Brasil | Ricardo Soto Javiera Andrades CHI Chile   |
| Team Compound | Jagdeep Singh Sara López COL Colômbia  | Luccas De Abreu Eiry Nisi BRA Brasil                         | Alejandro Martín Mariana Zúñiga CHI Chile |